# Annie Cruz
Annie Cruz (Stockton, 6 novembre 1984) è un'attrice pornografica statunitense.

## Biografia
Nata a Stockton (California) da immigrati filippini, ha ricevuto un'educazione cattolica. Si è diplomata alla Brookside Christian High School a Stockton dove faceva la cheerleader. Si è trasferita poi a San Rafael (California) per frequentare la "Dominican University of California" alla specializzazione di giornalismo. Al secondo anno si è trasferita alla San Francisco State University, ma non è riuscita a laurearsi. 
Nel marzo 2004, dopo aver girato già una scena nell'ottobre precedente, ha intrapreso la carriera di pornostar girando una delle scene del film a luci rosse Hunting for Bambi 2.

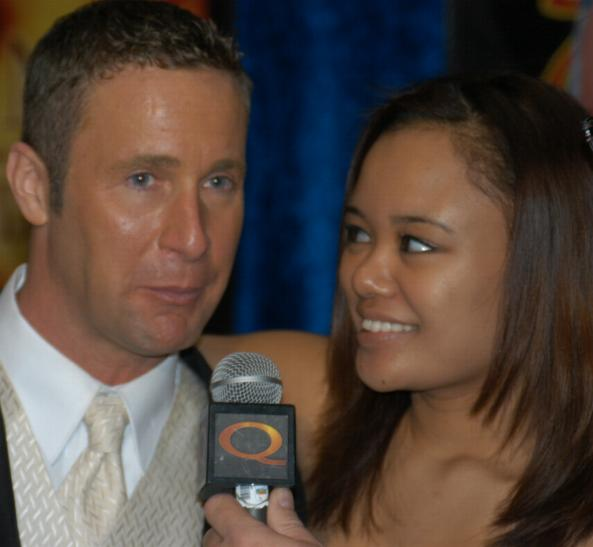
Annie Cruz insieme al suo ex-marito Jack Lawrence all'Adult Entertainment Expo 2005

Annie ha conosciuto l'attore pornografico Jack Lawrence nel corso dell'Adult Entertainment Expo tenutosi a Las Vegas il 9 gennaio 2005. I due, dopo essersi sposati nello stesso anno, hanno poi divorziato nel giugno del 2006.

### Carriera
Annie ha girato oltre 450 film, in buona parte del genere sesso anale; la sua capacità nell'eiaculare l'ha portata a vincere il riconoscimento come regina annuale dello squirt ai "Adam Film Award 2008".
La Cruz ha anche praticato pugilato, si è allenata con la boxer professionista Laila Ali e ha combattuto e vinto due match, però ha lasciato questo sport per prevenire eventuali ferite che avrebbero interferito con la sua carriera pornografica. Il 28 marzo 2006 ha partecipato ad uno show radiofonico dal titolo The Howard Stern Show.

## Riconoscimenti
- AVN Awards
  - 2009 – Most Outrageous Sex Scene per Night of the Giving Head con Nikki Rhodes, Rebecca Lane, Caroline Pierce, Emma Cummings, Kiwi Ling, Rucca Page, Kaci Starr e Christian XXX[10]
- Altri premi
  - 2008 – Adam Film Award – Squirt Queen of the Year[7]

## Filmografia
- Gagged And Gaped 1 (2004)
- Gang Bang Of Chinatown (2004)
- In My Mouth (2004)
- Interracial Addiction 5 (2004)
- Interracial Anal Teens -n- Toys 2 (2004)
- Interracial Coxxx and Soxxx 4 (2004)
- Interracial POV 2 (2004)
- Lil' Latinas 1 (2004)
- Limelight Girls 8 (2004)
- Load In Every Hole 11 (2004)
- Luv Dat Asian Azz 1 (2004)
- Made in America 1 (2004)
- Naughty Naturals 3 (2004)
- No Silicone Zone (2004)
- Reality Teens Gone Crazy 2 (2004)
- Sakura Angel (2004)
- Sakura Tales 6 (2004)
- Shove It Up My Ass 1 (2004)
- Slanted Holes 1 (2004)
- Stinkers 1 (2004)
- Suckers 3 (2004)
- Watch Me Eat My Creampie 1 (2004)
- Wet Panties (2004)
- Wet Pink and 18 (2004)
- Young Asian Cookies Dripping Cum 1 (2004)
- Young Asian Cookies Dripping Cum 2 (2004)
- Young Cheerleaders Swap N' Swallow 1 (2004)
- Your Ass is Mine (II) (2004)
- 12 Nasty Girls Masturbating 2 (2005)
- 18 and Asian 2 (2005)
- Anal Expedition 8 (2005)
- Arch Enemies (2005)
- Army of Ass 9 (2005)
- Asian Fever 26 (2005)
- Asian Sex Objects (2005)
- Asian Sexual Rhythm (2005)
- Ass 4 Cash 3 (2005)
- Ass Attack 2 (2005)
- Ass Fukt 2 (2005)
- Assfensive 3 (2005)
- Bang Van 7 (2005)
- Barnyard Bondage 2 (2005)
- Bi Bi American Pie 9 (2005)
- Big Tease 4 (2005)
- Bikini Banger 4 (2005)
- Black Attack Gang Bang 15 (2005)
- Black Bros and Asian Ho's 1 (2005)
- Booty Broz 3 (2005)
- Butt Busters 2 (2005)
- Cameltoe Perversions 3 (2005)
- Cat Cleevage is a Dominatrix (2005)
- Corrupted (2005)
- Cream My Crack 1 (2005)
- Cum Eating Teens 3 (2005)
- Cum Fart Cocktails 3 (2005)
- Cum in My Gaping Butthole 1 (2005)
- Cum Play With Me (2005)
- Deep Throat This 26 (2005)
- DeviAsians (2005)
- Double Dip 'er 5 (2005)
- Double Dip-her 3 (2005)
- Eclipse (2005)
- For The Masters Taking (2005)
- Fuck Buddies (2005)
- Fucked in the Head 2 (2005)
- Girls Gone Anal (2005)
- Girls Home Alone 26 (2005)
- Group Therapy (2005)
- Hand Job Hunnies 8 (2005)
- Hot Ass Latinas 4 (2005)
- I Love 'em Latin 2 (2005)
- I Love It Too (2005)
- Internal Discharge 2 (2005)
- Irritable Bowel Syndrome 2 (2005)
- Juicy Creampies 2 (2005)
- Juicy G-Spots 4 (2005)
- Ladies Choice (2005)
- Latin Booty Talk 4 (2005)
- Latin Girls Eat Cum Too (2005)
- Latin Holes 1 (2005)
- Lesbian Bukkake 2 (2005)
- Let Me Taste My Asian Ass (2005)
- Limelight Girls 12 (2005)
- Liquid Gold 11 (2005)
- Liquid Gold 13 (2005)
- Little Cumster In The Dumpster (2005)
- Little Squirters (2005)
- Lock Load and Swallow 1 (2005)
- Models Wanted 3 (2005)
- More Dirty Debutantes 303 (2005)
- Nasty Habits 1 (2005)
- Naughty Bookworms 1 (2005)
- Oral Antics 2 (2005)
- POV Squirt Alert 2 (2005)
- Pretty Mess (2005)
- Pussy Party 10 (2005)
- Pussy Party 13 (2005)
- Pussy Playhouse 10 (2005)
- Pussyman's Latin Fever 1 (2005)
- Rock Hard 3 (2005)
- Rough and Ready 1 (2005)
- Nasty Habits 1 (2005)
- Naughty Bookworms 1 (2005)
- Oral Antics 2 (2005)
- POV Squirt Alert 2 (2005)
- Pretty Mess (2005)
- Pussy Party 10 (2005)
- Pussy Party 13 (2005)
- Pussy Playhouse 10 (2005)
- Pussyman's Latin Fever 1 (2005)
- Rock Hard 3 (2005)
- Rough and Ready 1 (2005)
- Secret Desires (2005)
- Shag (2005)
- Smokin' Cracka (2005)
- Sperm Swappers 2 (2005)
- Squirt Queens 2 (2005)
- Strap-On Asian Bitches 1 (2005)
- Teenage Peach Fuzz 1 (2005)
- Toe Jam 7 (2005)
- Toy Boxes 1 (2005)
- Trombone Blown 2 (2005)
- Ultimate Strap-On Super Slam 18 (2005)
- Very Very Bad Santa (2005)
- Violation of Hillary Scott (2005)
- Viva Las Latinas (2005)
- Whore Gaggers 2 (2005)
- 110% Natural 9 (2006)
- 13 Cum Hungry Cocksuckers 4 (2006)
- American Daydreams 4 (2006)
- Anal Addicts 23 (2006)
- Anal Bandits 3 (2006)
- Anal Extremes 1 (2006)
- Asian Fever Anniversary Edition (2006)
- Asian Fever Tails of the Orient (2006)
- Asian Fucking Nation 1 (2006)
- Asian Passion (2006)
- Asian Poke Holes 1 (2006)
- Asian Sex Slaves (2006)
- Asian Spanking Discipline (2006)
- Ass Fantasies (2006)
- Ass to Heels 1 (2006)
- Attention Whores 7 (2006)
- Belladonna's Evil Pink 2 (2006)
- Bi Bi American Pie 11 (2006)
- Bi Bi American Pie 6 (2006)
- Bitchcraft 1 (2006)
- Black Guys in Asian Thighs (2006)
- Blown Away 1: Asian vs. Latin (2006)
- Blue Light Project (2006)
- Brazilian Booty Babes (2006)
- Butt Buffet 2 (2006)
- Chicas 1 (2006)
- Corruption (2006)
- Cum Hungry Leave Full 2 (2006)
- Cum in My Mouth I'll Spit It Back in Yours 5 (2006)
- Cumshitters 2 (2006)
- Dirt Pipe Milkshakes 1 (2006)
- Double Play 4 (2006)
- Down and Dirty 2 (2006)
- Dream Teens 5 (2006)
- Flavor of the Month (2006)
- Flower's Squirt Shower 3 (2006)
- Flower's Squirt Shower 4 (2006)
- Fuck Me Good 3 (2006)
- Fuck My Skull 1 (2006)
- Gag on This 9 (2006)
- Gangbang My Face 1 (2006)
- Gullible Teens 1 (2006)
- Hot Squirts 3 (2006)
- I Can't Believe I Took The Whole Thing 7 (2006)
- I Love 'em Asian 3 (2006)
- Import Coeds (2006)
- In Your Face 2 (2006)
- Incumming 11 (2006)
- Internal Cumbustion 9 (2006)
- Jada Fire Is Squirtwoman 1 (2006)
- Jade Marcela's Asian Letters (2006)
- L.A. Vice (2006)
- Latin Cumsuckers (2006)
- Latina Dayworkers (2006)
- Lesbian Tutors 2 (2006)
- Lippstixxx And Dippstixxx (2006)
- Liquid Gold 12 (2006)
- Little Miss Innocence (2006)
- Mandingo's Asian Pretty Girls 1 (2006)
- Mass Destruction (2006)
- Meat Holes 8 (2006)
- Memoirs Of A Modern Day Geisha (2006)
- Memoirs of Mika Tan (2006)
- No Man's Land Interracial Edition 9 (2006)
- Oriental Orgy World 4 (2006)
- Pegging 101 (2006)
- Pissing.com (II) (2006)
- Porn Star Training Camp (2006)
- Porno Revolution (2006)
- POV Cocksuckers 2 (2006)
- Ronnie James' Anal POV (2006)
- Semen Sippers 5 (2006)
- Slant Eye for the Straight Guy 3 (2006)
- Sloppy Seconds 2 (2006)
- Squirt Hunter 1 (2006)
- Squirt in My Gape 1 (2006)
- Squirt-A-Holics 2 (2006)
- Squirts So Good 1 (2006)
- Stop or I'll Squirt 1 (2006)
- Storm Squirters 1 (2006)
- Strap-On Fem Doms 1 (2006)
- Super Squirters 2 (2006)
- Supersquirt 3 (2006)
- Supersquirt 4 (2006)
- Swallow My Squirt 3 (2006)
- Swallow My Squirt 4 (2006)
- Teenage Anal Addicts (2006)
- Tight Latin Ho's (2006)
- Trombone Blown 5 (2006)
- Two Timers 3 (2006)
- Ultra Spicy (2006)
- Un-natural Sex 16 (2006)
- We Swallow 12 (2006)
- Whore Gaggers 9 (2006)
- Young Squirts 1 (2006)
- Young Wet Bitches 3 (2006)
- Youth 'n Asia 2 (2006)
- 3-Way Vixens 1 (2007)
- Allstar Call Girls (2007)
- American Ass 5 (2007)
- Asian 1 On 1 2 (2007)
- Asian Beavers (2007)
- Asian Extreme 1 (2007)
- Asian Parade 4 (2007)
- Asian Persuasion 2 (2007)
- Bitch Blow Me 2 (2007)
- Blacksnake Bitches (2007)
- Blow Me 12 (2007)
- Bring Your A Game 3 (2007)
- Butt Puppies (2007)
- California Orgy 4 (2007)
- Cream Team 1 (2007)
- Crimes of the Cunt (2007)
- Cum Play With Me 3 (2007)
- Cum Play With Me 4 (2007)
- Filthy Beauty 1: The Best of Bobbi Starr (2007)
- Finger Fun 2 (2007)
- Flirt N Squirt 3 (2007)
- Heinies 5 (2007)
- Hellfire Sex 10 (2007)
- I Touch Myself 4 (2007)
- In Thru the Backdoor 1 (2007)
- Just My Ass Please 5 (2007)
- Kick Ass Chicks 44: Oriental Girls (2007)
- Latina Flavor 2 (2007)
- Lethal Injections 4 (2007)
- My Girlfriend Squirts 3 (2007)
- Perfect Creatures (2007)
- Rub My Muff 11 (2007)
- Slutty and Sluttier 4 (2007)
- So You Think You Can Squirt 1 (2007)
- Squirt Facials (2007)
- Squirt Gangbang 1 (2007)
- Squirt in My Face (2007)
- Squirt in My Gape 2 (2007)
- Strap-On Asian Bitches 2 (2007)
- Stuffed Sluts (2007)
- Super Squirters 3 (2007)
- Supersquirt 5 (2007)
- Swallow My Squirt 5 (2007)
- Swallow My Squirt 6 (2007)
- Taste My Asian Ass (2007)
- Teen MILF 2 (2007)
- Welcome to Squirtsville (2007)
- Woman's Touch 1 (2007)
- Anally Yours... Love, Brooke Haven (2008)
- Asian Booty Worship (2008)
- Asian Extreme 2 (2008)
- Ass Watcher 5 (2008)
- Big Dicks Little Asians 5 (2008)
- Big Fat Pussies (2008)
- Club Head (2008)
- Cocksicle (2008)
- Craig'slist Compulsion (2008)
- Craving Audrey Hollander (2008)
- Cum Buckets 8 (2008)
- Drill My Gape 2 (2008)
- Femdom: Mean Girls (2008)
- Gag on This 24 (2008)
- Ghost Whispers (2008)
- Greedy Girl 2 (2008)
- Jason Colt: Mystery of the Sexy Diamonds (2008)
- Latin Sushi Fiesta (2008)
- Mistress Strap-On: Sado Bitch (2008)
- Pissing.com: Featuring Annie Cruz (2008)
- Possessed By Sex (2008)
- Sindee Jennings is Supersquirt (2008)
- Slutty Squirters 3 (2008)
- Squirt Gangbang 3 (2008)
- Squirt Girl 3 (2008)
- Squirt-Stravaganza (2008)
- Storm Squirters 5 (2008)
- Suck My Cock 3 (2008)
- Team Squirt 2 (2008)
- Teen Cream (2008)
- Un-Original Brand Cocksicle (2008)
- Wedding Bells Gang Bang 2 (2008)
- Wired Pussy (2008)
- 101 Natural Beauties (2009)
- All Aboard the Gangbang Train (2009)
- Apprentass 10 (2009)
- Best Queens Of Squirt (2009)
- Bi Me So Horny (2009)
- Cream Team 3 (2009)
- Cumstains 10 (2009)
- Fuck My Asian Ass 3 (2009)
- Great American Squirt Off 2 (2009)
- Greatest Squirters Ever 4 (2009)
- Hellfire Sex 16 (2009)
- Kick Ass Chicks 60: Filipinas (2009)
- Real Swinger's Orgy (2009)
- Squirt Gangbang 4 (2009)
- Squirt Shots (2009)
- Tristan Taormino's Expert Guide to Anal Pleasure for Men (2009)
- Violated (2009)
- Watch Your Back 3 (2009)
- Asian Fucking Nation 4 (2010)
- Asianals (2010)
- Baby I Wanna Cum for You 1 (2010)
- Bi-Sexual Seduction (2010)
- I'm Here For The Gangbang (2010)
- Mean Bitches POV 3 (2010)
- Sasha Grey Expose (2010)
- Squirt Solos (2010)
- Squirt-A-Thon (2010)
- Sweet Temptations (2010)
- Toys for Twats (2010)
- Adam And Eve's Legendary Squirters (2011)
- Anal Acrobats 6 (2011)
- Annie Cruz On Top (2011)
- Asians Hungry for Dark Meat 2 (2011)
- Bachelorette Orgy 2 (2011)
- Beverly Hillbillies XXX: A XXX Parody (2011)
- Big League Squirters 3 (2011)
- Bound Gang Bangs 14675 (2011)
- CFNM Happy Endings (2011)
- Cock Sucking Challenge 10 (2011)
- Cock Sucking Challenge 11 (2011)
- Cock Sucking Challenge 12 (2011)
- Cock Sucking Challenge 8 (2011)
- Cock Sucking Challenge 9 (2011)
- Driven To Ecstasy 3 (2011)
- Eat Me Out (2011)
- Everything Butt 13943 (2011)
- Everything Butt 15361 (2011)
- Fucking Machines 13703 (2011)
- Fucking Machines 13704 (2011)
- Fucking Machines 16919 (2011)
- Fucking Machines 16920 (2011)
- Guilty Pleasures 4 (2011)
- Hey Bitch Boy Cum in You Own Fucking Mouth (2011)
- Indulgence 3 (2011)
- Interrogation Room (2011)
- Joy (2011)
- Latin Street Hookers 5 (2011)
- Latina Rampage 5 (2011)
- Lesbian Adventures: Strap-On Specialists 3 (2011)
- Lesbian Spotlight: Cadence St. John (2011)
- Lesbian Spotlight: Capri Cavalli (2011)
- Lipstick Lovers (2011)
- Lizzy Borden's Attack Of The Ass Munchers (2011)
- Mean Asian Facesitters (2011)
- Men in Pain 5583 (2011)
- Moms Pimp Their Daughters 3 (2011)
- My Daughter's Boyfriend 5 (2011)
- Neighborhood Swingers 5 (2011)
- Over Stuffed 12 (2011)
- Please Cum on My Face 1 (2011)
- Rocki Whore Picture Show: A Hardcore Parody (2011)
- Sex Angels (2011)
- Sex Sex Sex 1 (2011)
- Sexual Makeover (2011)
- Shut Up and Fuck (2011)
- Squirtamania 17 (2011)
- Squirtamania 19 (2011)
- Squirtigo (2011)
- Superstar Showdown 6: Asa Akira vs. Katsuni (2011)
- Superstar Talent (2011)
- Training Day: a XXX Parody (2011)
- Unplanned Orgies and Spontaneous Gangbangs 3 (2011)
- Watch Me Play 1 (2011)
- Watch Me Play 2 (2011)
- Your Sister's a Cocksucker 3 (2011)
- 142 Inches of Black Cock (2012)
- Asian 1 On 1 4 (2012)
- Asian Beauties 3 (2012)
- Big League Squirters 5 (2012)
- Big Wet Surprises 2 (2012)
- Blow Me Sandwich 15 (2012)
- Brat Bitch Cock Control 5 (2012)
- Brown Eye Buffet 2 (2012)
- Cock Sucking Challenge 13 (2012)
- Cock Sucking Challenge 14 (2012)
- Device Bondage 22872 (2012)
- FornicAsian 2 (2012)
- Fucking Machines 17814 (2012)
- Fucking Machines 20925 (2012)
- Fucking Machines 20926 (2012)
- Hot Teen Next Door 7 (2012)
- I Want You To Make My Ass Pregnant (2012)
- Jessica Drake's Guide to Wicked Sex: G-Spot and Female Ejaculation (2012)
- Last Tango (2012)
- Mean Facesitters 3 (2012)
- Men in Pain 4049 (2012)
- Men in Pain 5843 (2012)
- No Boys Allowed 2 (2012)
- Pound My Man Ass (2012)
- POV Punx 6 (2012)
- Pretty Lady (2012)
- Sexually Broken 15 (2012)
- Sexually Broken 19 (2012)
- Sexually Broken 8 (2012)
- Sinn Sage Loves Girls (2012)
- Squirtamania 23 (2012)
- Strap On Anal Lesbians (2012)
- Strap On Desires (2012)
- Sybian Squirters (2012)
- This Isn't Safe House (2012)
- This Isn't Scary Movie (2012)
- Threes Please Me (2012)
- Unplanned Orgies 10 (2012)
- Unplanned Orgies 12 (2012)
- 1 Girl 1 Camera 2 (2013)
- American Squirter 5 (2013)
- Asian Lovin (2013)
- Asian Persuasion (2013)
- Beyond Fucked: A Zombie Odyssey (2013)
- Femdom Ass Worship 22 (2013)
- Gangbangers (2013)
- Girlz Luvin Girlz (2013)
- Lesbian One Night Stand (2013)
- Men in Pain 5043 (2013)
- My Dad's Best Friend 4 (2013)
- Tanya Tate's Cosplay Queens and Tied Up Teens (2013)
- This Isn't Halloween... It's A XXX Spoof (2013)